# Магнитострикция
Магнитостри́кция (от лат. strictio — сжатие, натягивание) —  явление, заключающееся в том, что при изменении состояния намагниченности тела его объём и линейные размеры изменяются.

## Общие сведения
Эффект открыт Джоулем в 1842 году и вызван изменением взаимосвязей между атомами в кристаллической решётке, и поэтому свойствен всем веществам. Изменение формы тела может проявляться, например, в растяжении, сжатии, изменении объёма, что зависит как от действующего магнитного поля, так и от кристаллической структуры тела. Наибольшие изменения размеров обычно происходят у сильномагнитных материалов. Их относительное удлинение {\displaystyle \Delta L/L} обычно варьируется в пределах {\displaystyle 10^{-5}\cdots 10^{-2}}.
Магнитострикционный эффект обратим, — при изменении линейных размеров тела под действием внешних сил его магнитные свойства, соответственно, изменяются. Это явление называется магнитоупругим эффектом (эффектом Виллари).

## Эффект «жужжания»
При работе многих электроприборов можно услышать исходящий от них шум (гул, «пение» и т. д.). Шум устройств, питающихся от бытовой электросети, может быть похож на жужжание или гудение (послушать гудениео файле). Одна из возможных причин этого — магнитострикция сердечников в индуктивных конструкциях, таких как трансформаторы или дроссели. При протекании переменного тока через их катушки создаётся переменное магнитное поле такой же частоты, которое заставляет ферромагнитные сердечники сжиматься и растягиваться (с частотой 100 Гц для 50 Гц тока или кратных частотах), которые, в свою очередь, передают эти колебания в воздух и другим элементам конструкции. Громкий шум может ухудшить комфортность окружающего пространства. Действие вибрации на внутренние элементы конструкции может стать причиной прогрессирующего растрескивания, способного вывести прибор из строя.
Этот пример хорошо иллюстрирует явление, но по сути им не является: гудят, отталкиваясь, пластины, из которых набран сердечник, — стоит залить его клеем или (как это делали раньше) вбить деревянную щепку — и гудение прекратится. Сплошные сердечники «гудят» так слабо, что нужен специальный прибор, чтобы зафиксировать шум от них.

## Использование эффекта

### Применяемые материалы
В настоящее время[когда?] используют такие магнитострикционные материалы, как алфер, никель, пермендюр.

### Измерение уровня
Для измерения уровня жидкости в резервуаре устанавливают вертикальный волновод из магнитострикционного материала. Это делают таким образом, чтобы оголовок волновода размещался на внешней верхней поверхности резервуара, а нижний конец упирался в дно.
На волновод насаживают кольцевой поплавок, содержащий постоянные магниты и свободно плавающий на поверхности жидкости. Из оголовка в волновод подаётся ультразвуковой импульс. Из-за магнитострикционного эффекта — в данном случае обратного эффекту Виллари — поплавок механически деформирует волновод. Отразившись от этой деформации, ультразвуковой импульс возвращается в оголовок, где происходит замер времени его прихода. По этому времени судят о высоте расположения поплавка на волноводе, а значит, и об уровне жидкости в резервуаре.
При использовании поплавков с различной удельной массой возможно измерение не только уровня жидкости (уровня границы раздела жидкой и газообразной фазы), но и уровня раздела сред с различной плотностью (например — бензина и подтоварной воды).
На практике данный метод используется для измерения уровня в резервуарах высотой до 18 м и обеспечивает достаточно малую абсолютную погрешность измерений — около 1 мм.

### Генерация ультразвука
Магнитострикция используется для генерации ультра- и гиперзвука. Для гиперзвука с частотой порядка 1 ГГц магнитострикция остается практически единственным реальным методом его получения.

### Метки в противокражных системах
В акустомагнитных противокражных системах (АМ ПКС) используются метки, принцип работы которых основан на использовании аморфных сплавов с большим магнитострикционным эффектом.

### Компьютерная память
В первых компьютерах использовалась проволока, которая скручивалась или раскручивалась под действием магнитного поля, реализуя таким образом память на линиях задержки.

## Справочные данные
- Магнитострикция некоторых материалов